# Eva Jiřičná
 (octobre 2024).
Si vous disposez d'ouvrages ou d'articles de référence ou si vous connaissez des sites web de qualité traitant du thème abordé ici, merci de compléter l'article en donnant les références utiles à sa vérifiabilité et en les liant à la section « Notes et références ».
Eva Jiřičná, née le 3 mars 1939 à Zlín en Tchécoslovaquie, est une architecte tchèque devenue citoyenne britannique en 1976.

## Biographie
Eva Jiřičná étudie l'architecture à l’Université technique de Prague entre 1956 et 1962 puis à l’Académie des beaux-arts de Prague de 1962 à 1963, dans l'atelier de Jaroslav Fragner.
À partir de 1967, elle travaille pour l’ÚBOK à Prague. En 1968, elle part pour Londres faire un stage et, à la suite du Printemps de Prague et de l'invasion du pays par les troupes soviétiques, son passeport tchèque est confisqué, et elle décide de rester en Angleterre.
Elle rejoint alors l'atelier de Louis de Soissons (en), au sein duquel elle participe au projet de construction de la marina de Brighton. Par la suite, elle rencontre Joseph Ettedgui qui lui donne le mandat de concevoir son appartement. Il fera appel à elle pour aménager la boutique sur Fullum Road. Elle utilisera dans ce projet l'architecture pour créer un espace élégant pour les produits de luxes,.
Elle a son propre atelier d'architecture, AI Design à Prague et à Londres depuis 1999.

## Style et influences
Eva Jiřičná est connue pour son style architectural qui associe transparence, légèreté et minimalisme. Ses projets sont marqués par l'utilisation innovante du verre et de l'acier, deux matériaux qu'elle privilégie pour leur capacité à apporter lumière et modernité aux espaces. Ces matériaux sont employés dans leur forme la plus pure, souvent pour créer des structures transparentes qui donnent une impression de légèreté et d'ouverture. L'intégration des escaliers en verre, par exemple, est devenue emblématique de son travail, combinant une apparence délicate à une ingéniosité structurelle. Ces escaliers sont non seulement des éléments fonctionnels, mais aussi des sculptures qui jouent un rôle central dans la fluidité des espaces intérieurs.
L'influence du modernisme et de l'architecture high-tech est également au cœur de son approche. Elle met l'accent sur la fonctionnalité et l'intégration harmonieuse de la lumière naturelle pour transformer les espaces. Ses collaborations avec des figures comme Richard Rogers ont nourri son sens du design axé sur les matériaux industriels et la transparence, symboles de progrès technologique. Cette influence se reflète dans son travail sur des boutiques de luxe (comme Joseph et Hugo Boss) et des bâtiments publics, où l'esthétique épurée, le souci du détail technique et l'utilisation de la lumière créent des environnements aérés et sophistiqués.
Son approche minimaliste se traduit par des lignes simples et une absence d'ornementations superflues, mettant en avant les matériaux eux-mêmes. En combinant un design épuré avec une précision technique rigoureuse, Jiřičná parvient à transformer les espaces en véritables œuvres d'art fonctionnelles, comme en témoignent des projets emblématiques tels que l'Orangerie du Château de Prague et le Centre des Congrès de Zlín.

## Quelques-unes de ses réalisations
- 1982 : Boutique de design Kenzo, à Londres
- 1985 : Boutique du grand magasin Harrods, à Londres
- 1987 : Discothèque Legends, à Londres
- 1988: Boutique Joseph, 77 Fulham Road, London[7],[8]
- 1995 : Boutique Hugo Boss, à Tokyo
- 1996 : Bibliothèque de l'Université De Montfort, à Leicester[9]
- 1998 : Orangerie du Jardin royal du Château de Prague[10] Terminal d'autobus Canada Water, situé à Londres
- 1999 : Terminal d'autobus Canada Water (en), à Londres

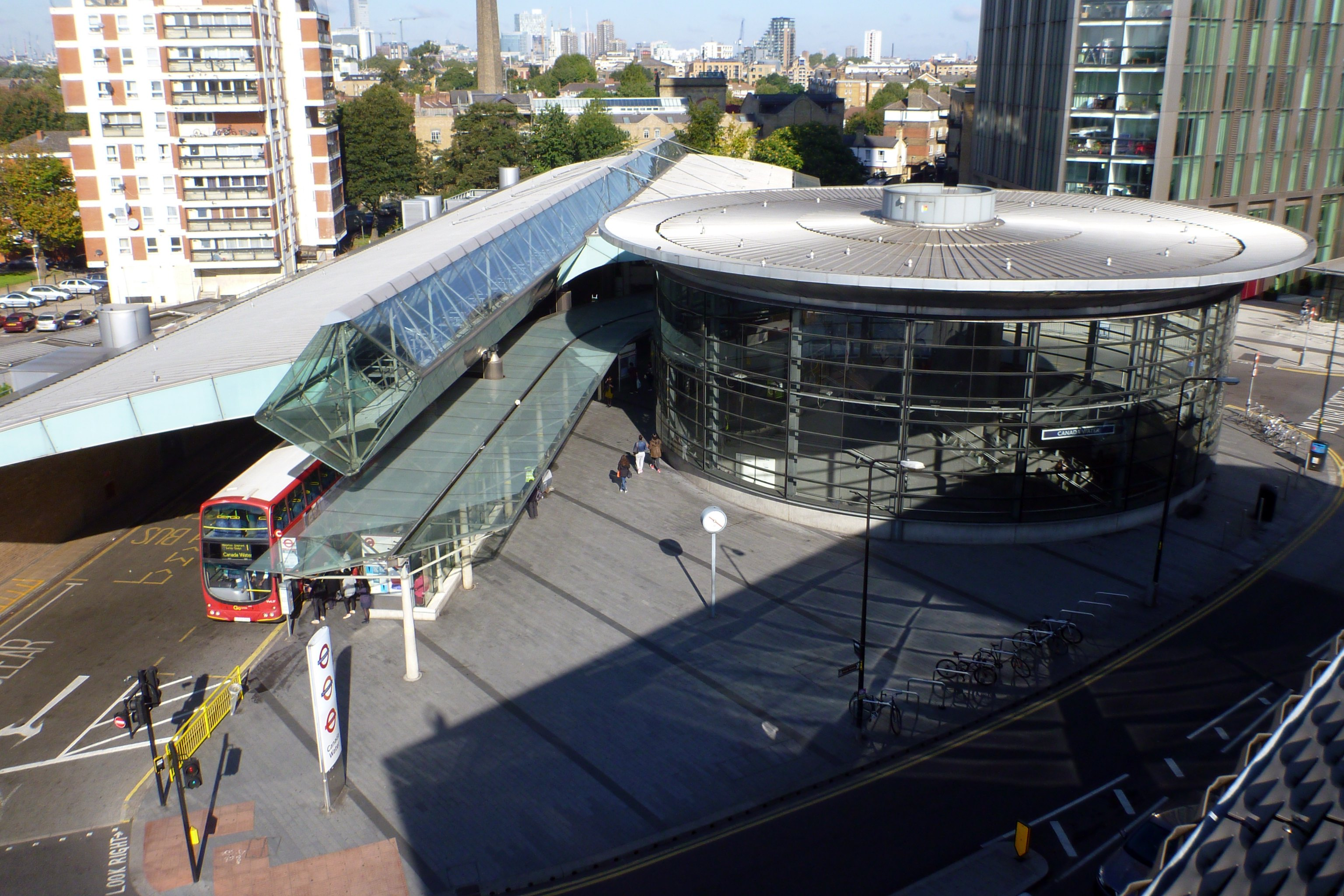
Terminal d'autobus Canada Water, situé à Londres

- 2001 : Boutique de la Royal Academy of Art, à Londres
- 2003 : Le British Council, à Prague
- 2006 : Hôtel U Tri Capu, à Prague
- 2008 : Hôtel Greenwich, à Londres
- 2008: Victoria & Albert Museum Jewellry Gallery
- 2014: Cage d'escalier Somerset House de Londres[11]
- 2015 : Rénovation de l'Hôtel Josef, à Prague

- 2017 : La Galerie Tiffany, à New York[12]

## Distinctions
- 1994 : Commandeur de l'Ordre de l'Empire britannique (CBE)[13]
- 1997: Élue membre de la Royal Academy of Arts[2]
- 2000 : Mayor of Prague Award for Design Excellence in Architecture[11]
- 2013 : Jane Drew Prize[14]
- 2013 : Doctorat honorifique du Royal College of Art[15]
- 2018 : Award of the Town of Zlín[3]
- 2018 : Médaille Honorifique d'Argent Jan Masaryk, en guise de reconnaissance de son apport dans les relations entre la Tchécoslovaquie et l'Angleterre[3]
- 2018 : Lifetime Achievement Medal du London Design Festival[16]